# David Grimm
Pour les articles homonymes, voir Grimm.

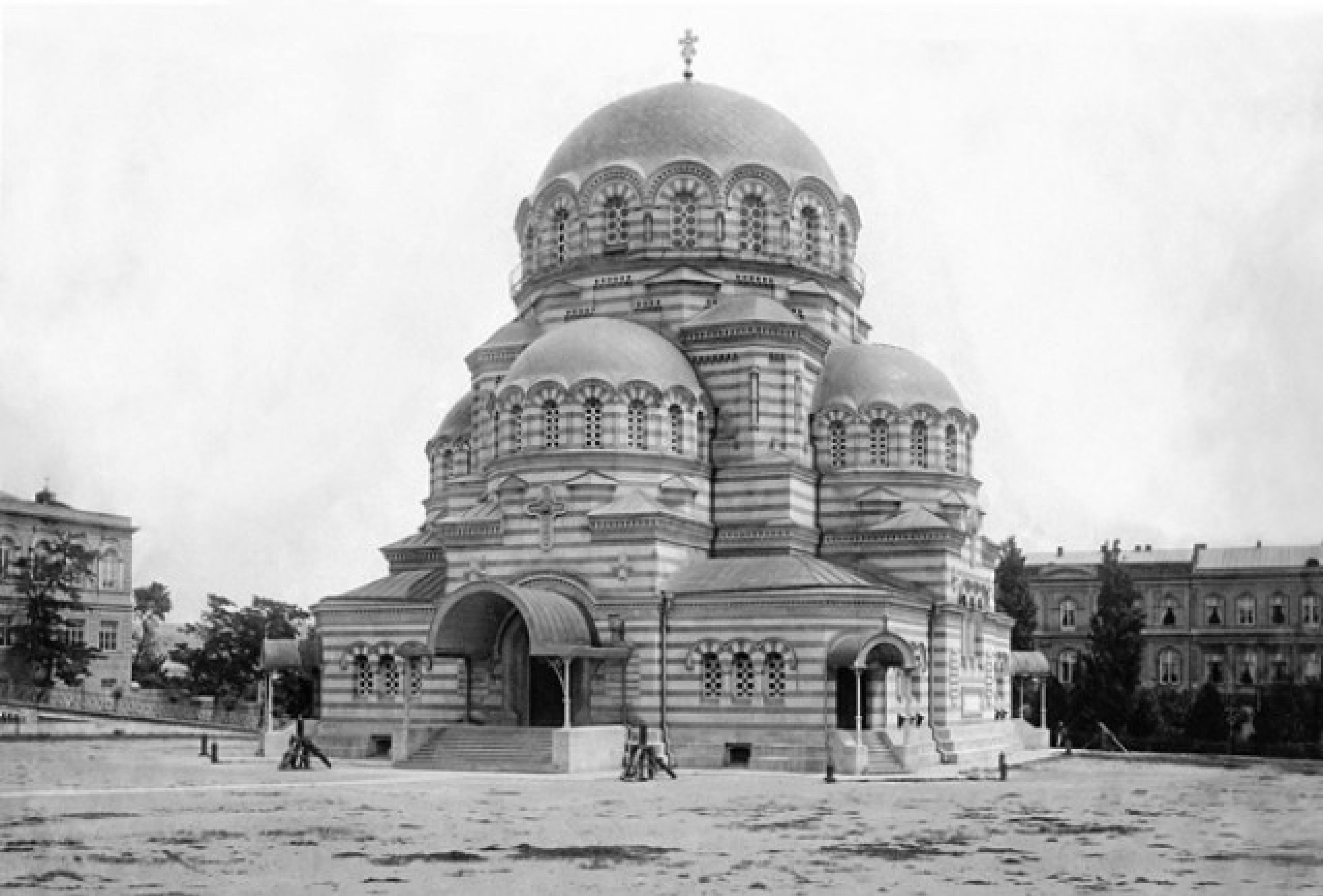
Cathédrale russe de Tiflis

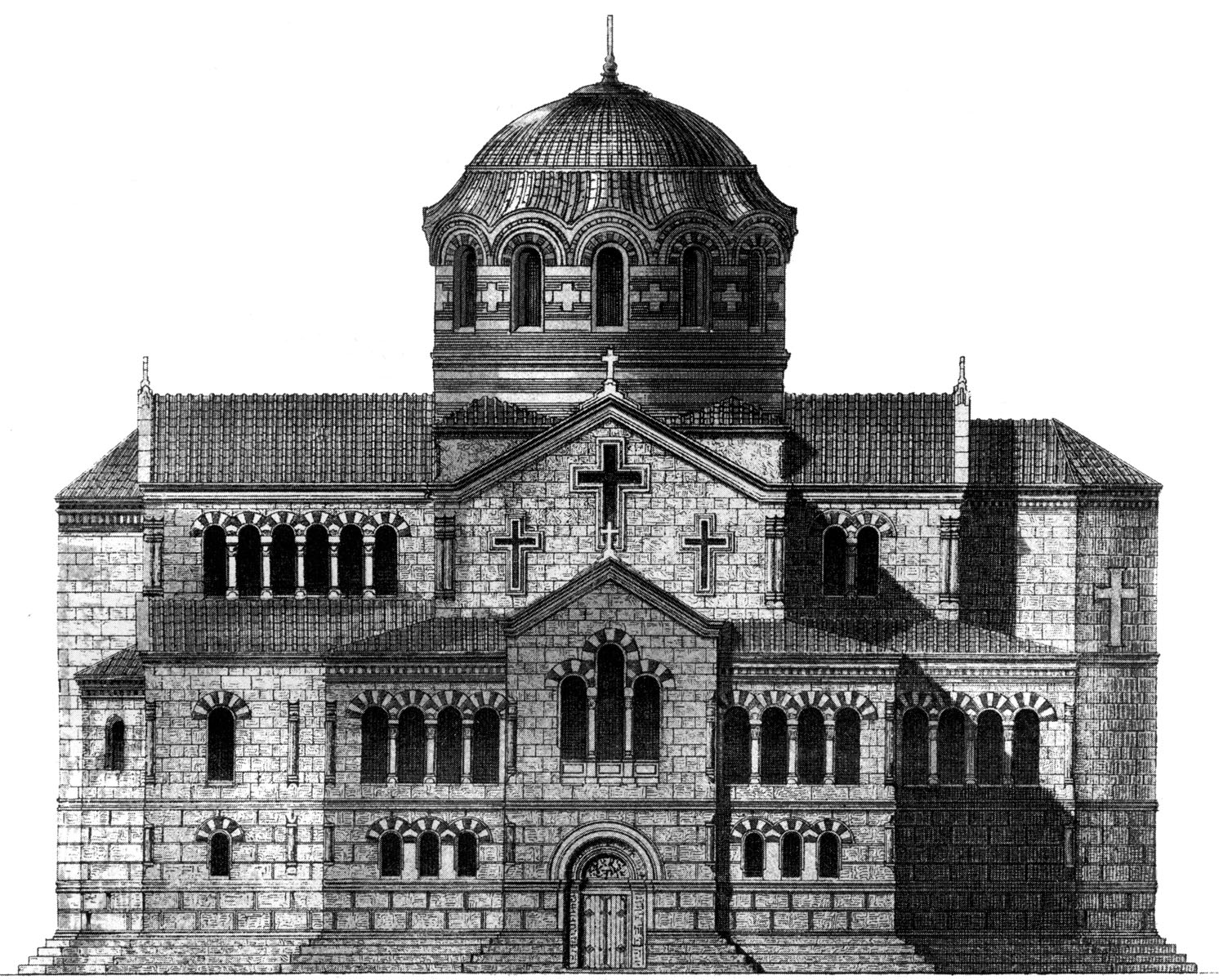
Projet de l'église de Chersonèse de Tauride

David Ivanovitch Grimm, né le 22 mars 1823 (3 avril dans le calendrier grégorien) à Saint-Pétersbourg et mort le 9 novembre 1898 (21 novembre dans le calendrier grégorien) à Saint-Pétersbourg, est un architecte russe d'origine allemande, spécialiste du style néo-byzantin. Il tenait la chaire du département d'architecture de l'Académie impériale des beaux-arts de Saint-Pétersbourg entre 1887 et 1892.

## Biographie
David Grimm est né au sein d'une famille luthérienne et fait ses études à l'école allemande de la Sankt Petri Schule (dépendant de la paroisse luthérienne Saint-Pierre-et-Saint-Paul), puis dans la classe d'Alexandre Brioullov à l'Académie impériale des beaux-arts (1841-1848). Il reçoit ensuite une bourse pour faire son tour d'Italie et de France, comme il en avait le droit ayant été diplômé, mais le voyage est annulé à cause des événements révolutionnaires de 1848 en Europe. Il part alors pour le Caucase en 1849 et en 1850. Il a la révélation de l'architecture arménienne et géorgienne. Entre 1852 et 1855, il voyage en Asie mineure, en Italie et en Grèce en se passionnant pour l'art byzantin. Il publie le résultat de ses recherches en douze volumes dans Les monuments de l'art byzantin en Géorgie et en Arménie en 1856-1859 et dans d'autres ouvrages. Il est nommé professeur à l'Institut du génie civil de Saint-Pétersbourg en 1856 et à l'Académie des beaux-arts en 1859.  
L'impératrice Marie, épouse d'Alexandre II, lui commande une église à Chersonèse en 1856, à l'emplacement d'une ancienne église grecque où saint Vladimir avait été baptisé en 988, marquant ainsi le début du baptême officiel de toutes les Russies. Constantin Thon en avait déjà dessiné des plans, mais la Guerre de Crimée oblige à remettre le projet à plus tard. Après la guerre, l'engouement pour l'architecture néo-byzantine en Russie impériale commence. L'impératrice avait été convaincue par le prince Grigori Gagarine, architecte adepte de ce style. Grimm dessine les plans de l'église en 1859 qui sont approuvés. Il innove en présentant des plans polygonaux, comme en Géorgie. La construction débute en 1861. Elle est cependant interrompue et à court de moyens, malgré les donations de la famille impériale, l'église ne sera achevée qu'en 1897. Cette église de style byzantin mâtiné de géorgien sera l'unique exemple de ce genre, avant d'être en vogue à la veille de la Première Guerre mondiale.
David Grimm construit ensuite une chapelle à Nice, séjour hivernal de la famille impériale, entre 1866 et 1868. Cette chapelle est bâtie en l'honneur du tzarévitch Nicolas, mort de tuberculose à Nice en 1865. on fait appel ensuite à David Grimm pour l'édification de plusieurs églises russes en Europe, qualifiées d' églises d'ambassade. Il est l'auteur entre autres de l'église russe de Genève, de l'église russe de Copenhague et de l'église Sainte Marie-Madeleine de Jérusalem. Elles sont édifiées dans le style russe de la région de Iaroslavl du XVIIe siècle préféré d'Alexandre III.
David Grimm et Robert Gedike sont retenus en 1865 pour l'édification de la cathédrale russe (en) de Tiflis (aujourd'hui Tbilissi), mais ce sont les projets de Victor Schroeter et Alexandre Huhn qui sont choisis. La cathédrale aurait été l'édifice néo-byzantin le plus grand du monde. Finalement le vice-roi du Caucase, le grand-duc Michel rejette le projet retenu, car trop cher, et rappelle Grimm à condition de réduire les coûts. L'église est construite entre 1871 et 1897. Elle présente quatre absides symétriques sous un seul dôme, selon les canons de Roman Kouzmine, précurseur de l'architecture néo-byzantine, mais Grimm en modifie les proportions, afin de donner plus de verticalité. Vassili Kossiakov, un de ses élèves, sera aussi un maître du style néo-byzantin.
David Grimm est enterré au cimetière luthérien de Saint-Pétersbourg. Son fils David (1864-1941) fut un homme politique et juriste réputé, son autre fils Hermann (1865-1942) fut aussi architecte, et son petit-fils prénommé aussi Herman (1904-1959) fut un architecte et historien d'art renommé en URSS.

## Œuvres
- Cathédrale Saint-Vladimir de Chersonèse
- Château de Valrose à Nice (1870)[1]
- Monument de Pierre le Grand à Jitomir (1858)
- Église Sainte-Olga, près de Strelna (1861-1838)
- Chapelle orthodoxe de Nice (1866-1868)
- Cathédrale russe de Tiflis
- Église Saint-Alexandre-Nevsky de Copenhague
- Église calviniste réformée allemande du 58 rue Bolchaïa Morskaïa à Saint-Pétersbourg, en collaboration avec Harald von Bosse
- Église luthérienne de Nissi-Riesenberg (1871-1873)
- Église Saint-Nicolas dans la Forteresse de Brest-Litovsk
- Église Sainte-Marie-Madeleine (Jérusalem) (1885–1888)
- Église de l’Exaltation de la Croix à Genève